# Drenje (Istok)
Pour les articles homonymes, voir Drenje.
Drejë en albanais et Banja en serbe latin (en serbe cyrillique : Дрење) est une localité du Kosovo située dans la commune/municipalité d'Istog/Istok et dans le district de Pejë/Peć. Selon le recensement kosovar de 2011, elle compte 415 habitants.
La localité est également connue sous le nom albanais de Drenë.

## Démographie

### Évolution historique de la population dans la localité
| 1948 | 1953 | 1961 | 1971 | 1981 | 1991 | 2011 |
| ---- | ---- | ---- | ---- | ---- | ---- | ---- |
| 197  | 217  | 287  | 375  | 440  | 507  | 415  |

|  |

### Répartition de la population par nationalités (2011)
En 2011, les Albanais représentaient 88,19 % de la population et les Égyptiens 11,57 %.